# Baltimore Flyers
O Baltimore St. Gerards foi um clube americano de futebol com sede em Baltimore, Maryland, que era membro da American Soccer League.
Antes da temporada de 1967/68, o time foi renomeado para Baltimore Flyers.